# Крючков Василь Дмитрович
Василь Дмитрович Крючков (16 квітня 1928, село Казановка, тепер Тульського району Тульської області Російська Федерація — 19 квітня 2017) — радянський та український політик. Член ЦК КПУ (1971—1990 роки), кандидат у члени Політбюро ЦК КПУ (вересень 1984 — червень 1990 року), секретар ЦК КПУ (вересень 1984 — грудень 1988 року), кандидат у члени ЦК КПРС (у 1986—1990 роках), депутат Верховної Ради УРСР 9—12-го скликань.

## Життєпис
Народився в селянській родині.
У 1945—1947 роках — голова Куркінського районного комітету в справах фізичної культури і спорту Тульської області РРФСР.
У 1947—1951 роках — учень Тульського механічного технікуму РРФСР.
Член ВКП(б) з 1949 року.
У 1951—1969 роках — майстер, старший майстер, заступник начальника, начальник 4-х цехів основного виробництва Південного машинобудівного заводу міста Дніпропетровська.
У 1967 році закінчив заочно Дніпропетровський державний університет імені 300-річчя возз'єднання України з Росією, фізико-технічний факультет, інженер-механік, «Виробництво літальних апаратів».
У 1969—1974 роках — секретар партійного комітету Південного машинобудівного заводу міста Дніпропетровська.
У 1974—1984 роках — завідувач відділу оборонної промисловості ЦК КПУ, у 1984—1988 роках — секретар ЦК КПУ — завідувач відділу оборонної промисловості ЦК КПУ. У 1988—1990 роках — завідувач відділу оборонної промисловості ЦК КПУ.
З 1994 року — консультант Експертно-технічного комітету при Кабінеті Міністрів України.
Народний депутат України 12(1) склик. з 03.1990 (2-й тур) до 04.1994, Маловисківський виб. окр. № 232, Кіровоградська область; голова підкомітету з питань військовопром. комплексу і конверсії Комісії з питань оборони і державної безпеки.
Обирався депутатом ВР УРСР 9—11 скликань, Голова мандатної комісії.
Академік Російської академії космонавтики ім. К. Е. Ціолковського (04.2003).
Захоплення: полювання, риболовля.
Росіянин; батько Дмитро Єгорович (1883—1967) і мати Єфімія Кирилівна (1887—1963) — селяни; дружина Надія Єфремівна (1927—2000); син Володимир (1952) — інженер, лауреат Державної премії України, директор центру.

## Нагороди та відзнаки
- Почесний радист СРСР.
- Почесний зв'язківець СРСР.
- Державна премія СРСР,
- Державна премія України.
- два ордени Леніна (,15.04.1988),
- Орден Жовтневої революції,
- два ордени Трудового Червоного Прапора
- Почесна Грамота Президії ВР УРСР (14.04.1978)
- Почесна грамота Кабінету Міністрів України (04.2003).
- Орден «За заслуги» III (09.1999), II ступенів (04.2003).
- 12 медалей.